# 鹿児島県旗
鹿児島県旗（かごしまけんき）は、日本の都道府県の一つ、鹿児島県の旗。本項では、旗に図示されている鹿児島県章（かごしまけんしょう）についても併せて解説する。

## 県章・県旗
デザインは公募（一般の人が応募）によるもので、1967年（昭和42年）3月10日に制定された。薩摩半島と大隅半島を円形に図案化し（志布志湾に当たる部分が凹んでいる）、県の象徴とされる桜島を中央の赤い丸で表している。県旗も県章をそのまま図示したものである。
県の地形をデザインした県章は青森県・静岡県と共通する特徴であるが、鹿児島県章・県旗のデザインに対しては本土部分のみで離島部の大隅諸島（種子島、屋久島等）や奄美群島が含まれていないことに対する批判もあり、後述のシンボルマーク及びシンボル旗が制定されて以降は余り使用されなくなった。県議会などから1990年代後半にシンボルマークへ一本化すべきとの意見が出ていたが、県は県章に愛着を持っている人もいるとして一本化する予定はないという。県では県章とシンボルマークの用途について「県章は、主に歴史や伝統を重んじる必要がある県民表彰の表彰状や国民体育大会の掲揚旗などで、また、シンボルマークは、公用車や刊行物、各種案内表示板、職員のネームプレートなどで使われています」としている。

## シンボルマーク

鹿児島県シンボル旗

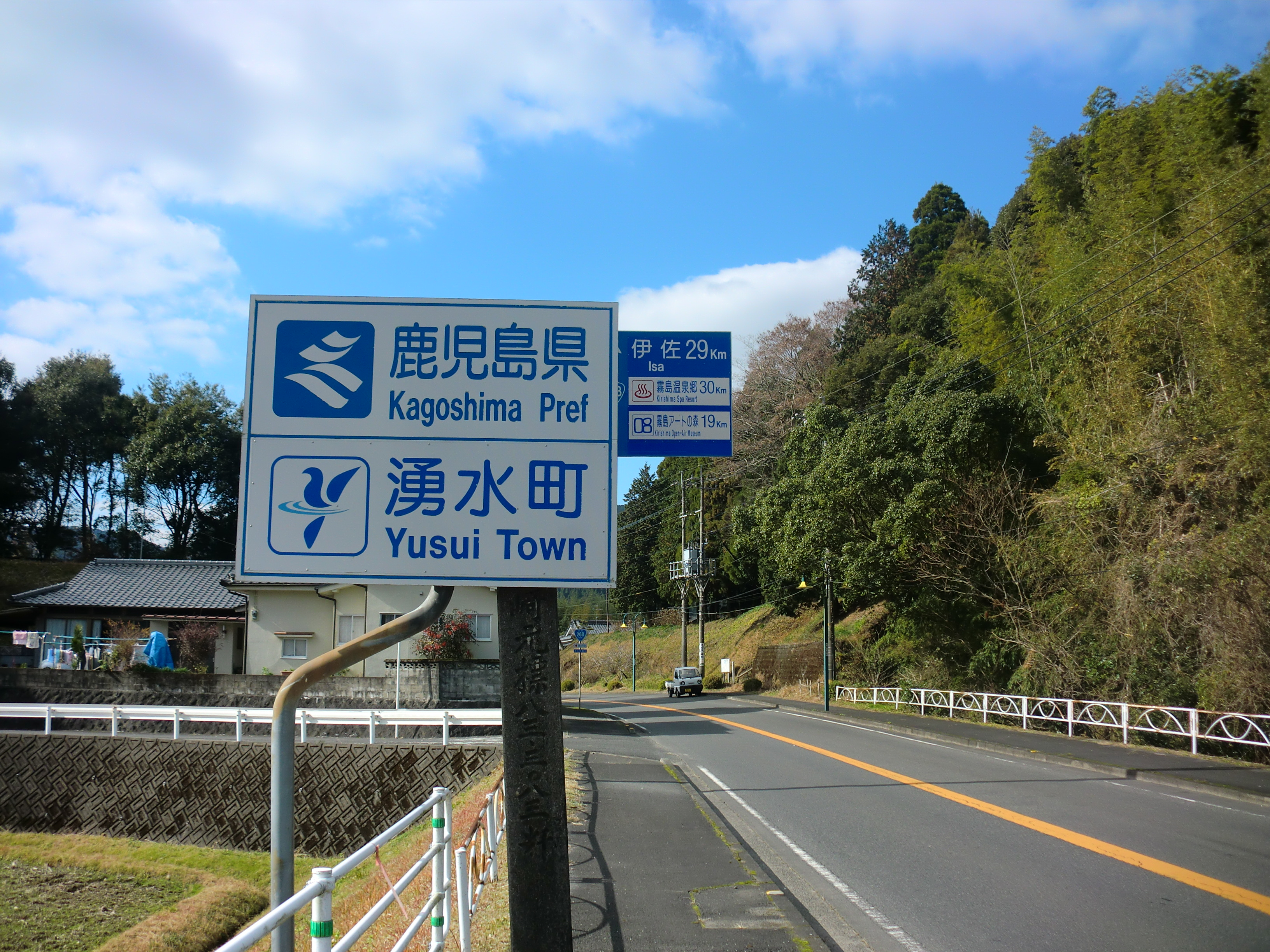
道路の県境を示すカントリーサインでのシンボルマーク

1994年（平成6年）3月16日に制定された。アルファベットの「K」を図案化し、青色で「風」と「波」を表し躍動する県の姿をイメージしている。東京都が正規の都旗とは別にシンボルマークやシンボル旗を制定しているのと同様に鹿児島県でもシンボル旗を制定しており、知事が交付する表彰状において県章を用いずシンボルマークで代替する点も東京都と共通である。
2009年に宇宙飛行士の若田光一がスペースシャトル・ディスカバリーに搭乗した際は、このシンボル旗を持参した。